# Diario Latino
Diario Latino es un periódico editado en El Salvador, fundado en 1890, y por lo tanto decano de la prensa salvadoreña. Mantiene una línea editorial que se puede identificar con la derecha tradicional de El Salvador debido a sus fuertes críticas a partidos de centro y de izquierdas y una ausencia de crítica hacia los partidos de derechas. 
Circula exclusivamente en el área metropolitana de San Salvador. También cuenta con una edición abierta en Internet. Su director es el periodista Eduardo Vázquez Bécker y el Editor Jefe es su hijo, Luis Vázquez Becker. Cuenta con una tirada semanal promedio de 15.000 ejemplares y visitas diarias a su edición digital de más de 15.000 usuarios web.
Con antecedentes en el periódico decimonónico La Candela, el Diario Latino fue fundado en 1890 por Miguel Pinto con el titular Siglo XX; rebautizado posteriormente El Latinoamericano y re-titulado Diario Latino en 1920.  Al fallecer Pinto en 1940 el periódico quedó bajo la gestión de Miguel Pinto hijo, quien estableció las instalaciones donde el periódico operó desde 1960, en la 23 Avenida Sur de San Salvador.  A partir de los 1980 lo hereda Miguel Ángel Pinto Palomo, quien asume la presidencia de la Editora Salvadoreña; y fue refundado en 2008 por el propietario de la empresa que lo editaba originalmente: Editora Salvadoreña de Periódicos y Revistas, S.A, por el periodista decano de El Salvador, con 58 años de ejercer para periódicos nacionales y las mayores agencias mundiales de prensa, Eduardo Vázquez Bécker.
Diario Latino ha sido caracterizado como de oposición durante la presidencia de Maximiliano Hernández Martínez; empero, análisis de El Faro en el s. xxi indican que el periódico se plegó a las directrices del régimen al menos en ciertos temas.  En la década de 1950, el editorialista era Quino Caso.
Becker dirigió Diario Latino la década de 1980 y que posteriormente lo compró a sus propietarios originales.  En 1981, Juan Duarte, corresponsal en Ahuachapán del Diario Latino, fue secuestrado y asesinado.  También fue asesinado, a bala, Pedro Martínez Guzmán, colaborador del Diario; esto causó una colisión en la que también falleció Jorge Euceda.  Provenían de hacer periodismo en una zona guerrillera en Morazán. Diario Latino fue declarado en bancarrota de manera corrupta por un grupo de sindicalistas pertenecientes a los Comando Urbanos del PRTC (Partido Revolucionario de los Trabajadores Centroamericanos), una de las fuerzas que conformaron al FMLN para, finalmente, crear un nuevo periódico, nombrado  CoLatino y perdiendo la independencia que el original Diario Latino mantiene.
En junio de 1989, el Diario Latino se declaró en quiebra y sus empleados dejaron de recibir sus salarios, por lo que sus trabajadores se organizaron en un cooperativa y asumieron la administración del diario, iniciando así una nueva época, adoptando el nombre Diario Co Latino.  
El Diario Latino, per se, sigue siendo publicado.  Su director es Eduardo Vásquez Becker.